# Isla de Goicoechea
La isla de Goicoechea (inglés: New Island) es una isla que forma parte del archipiélago de las islas Malvinas. Se localiza al oeste de la isla Gran Malvina y al norte de la isla San Rafael, de la que está separada por el Canal de Occidente. La bahía del Rosario es una entrada de mar ubicada en el centro este de la isla.
El extremo noroeste de esta isla es uno de los puntos que determinan las líneas de base de la República Argentina, a partir de las cuales se miden los espacios marítimos que rodean al archipiélago.
Administrada por el Reino Unido como parte del territorio de ultramar de las Islas Malvinas (Falkland Islands). Es reclamada por Argentina formando parte del departamento Islas del Atlántico Sur dentro de la provincia de Tierra del Fuego, Antártida e Islas del Atlántico Sur.

## Historia
La isla fue una base importante para los barcos estadounidenses a finales del siglo XVIII, debido a la riqueza de recursos y los buenos puertos. El nombre en inglés de la isla proviene de los nombres de los puertos de donde partían los barcos: Nueva York, New Bedford, New London, etc.
En 1813 el capitán estadounidense Charles H. Barnard, al mando de un navío dedicado a la caza de focas, tras rescatar a unos náufragos ingleses, fue abandonado por estos en la isla Águila. Barnard y cuatro hombres quedaron durante dos años varados en isla de Goicoechea, hasta que fueron rescatados. Barnard publicó su historia en 1829.
Una compañía ballenera de Noruega controlada por Christen Christensen envió en la temporada 1905-1906 el primer moderno buque factoría flotante Admiralen a la isla de Goicoechea. El barco llegó a la isla en la víspera de Navidad en 1905 y capturó en un mes 40 ballenas pequeñas. Luego siguió hacia la bahía del Almirantazgo en las islas Shetland del Sur para la caza de las ballenas más grandes, por lo que fue el primer barco fábrica flotante que realizó capturas en la Antártida.
En 1908 llegó a la isla la compañía escocesa Christian Salvesen que abrió una estación terrestre ballenera en la isla de Goicoechea con el nombre de New Whaling Company. Un buque de transporte llegó el 22 de diciembre de 1908 llevando el equipo comprado de una factoría en Fasrudsfjord, Islandia.  La primera ballena fue procesada el 16 de enero de 1909, pero por la falta de ballenas en el área la planta cerró en 1916.  

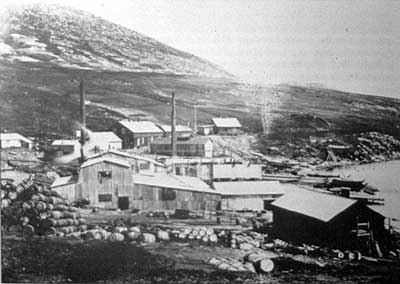
Estación ballenera en la isla.

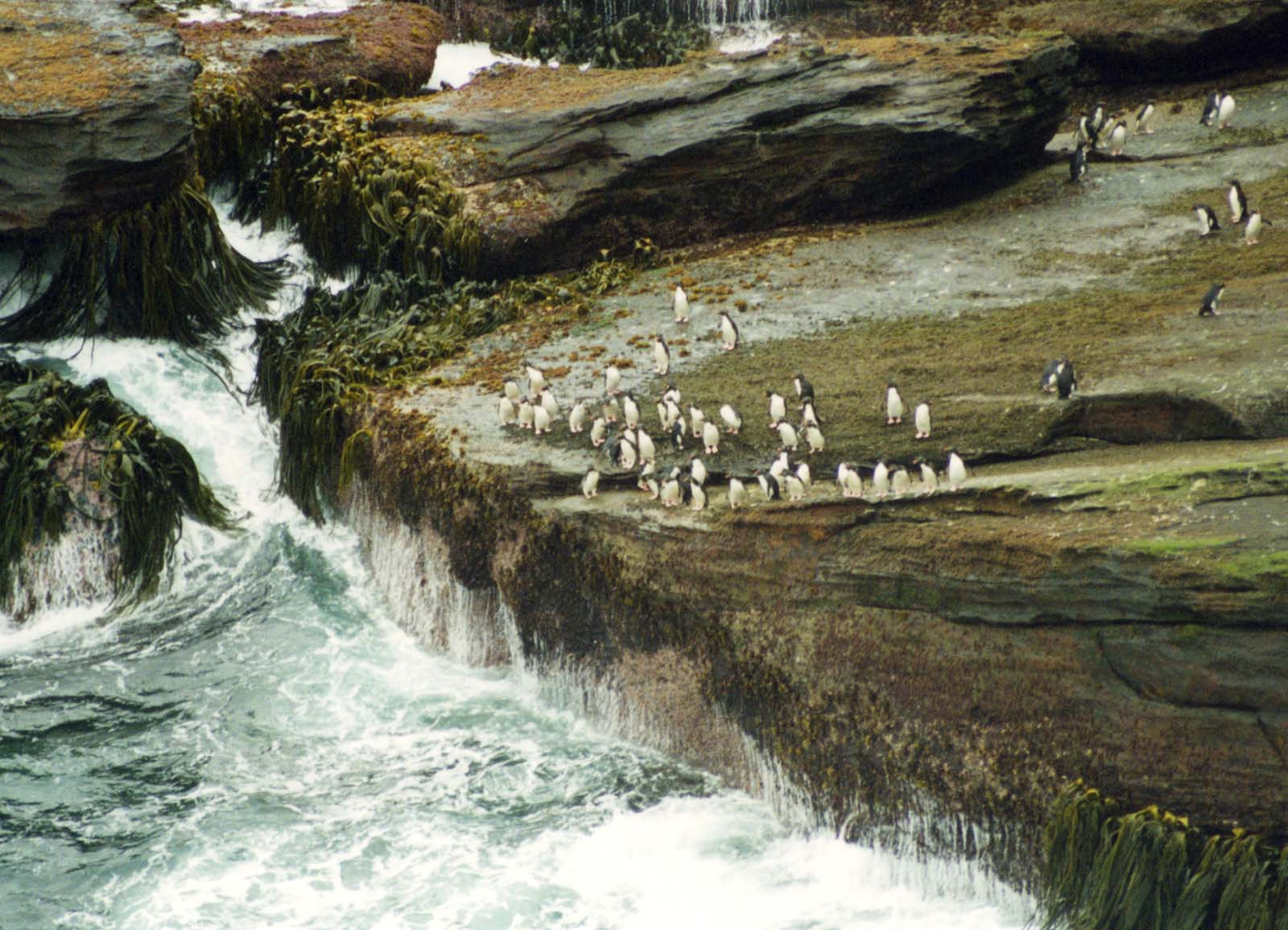
Pingüinos de penacho amarillo en la isla de Goicoechea.

Tenía dos pequeñas dos rampas ferroviarias. Debido a las pocas capturas, se desmanteló el equipo y se transportó a Puerto Leith en la isla San Pedro (Georgias del Sur). Todavía hay restos de herramientas mecánicas y calderas actualmente.
En 1972 Ian Strange (naturista británico) y su esposa María (empleada pública nacida en la Argentina continental) compraron la isla para mantenerla como reserva y centro de investigación de la fauna.
El 23 de octubre de 2013, la isla de Goicoechea, isla del Rosario y la isla Remolinos, se convirtieron en los primeros sitios del archipiélago en aparecer en Google Street View.